# Florian Ringseis
Florian Georg Ringseis (* 9. Juli 1992 in Wien) ist ein österreichischer Volleyball-Nationalspieler.

## Karriere
Ringseis spielte in seiner Heimat für die Aon hotVolleys Wien und wurde zweimal Pokalsieger. 2012 wechselte der Libero zum deutschen Bundesligisten TV Bühl. In der Saison 2012/13 erreichte er mit Bühl das Viertelfinale im DVV-Pokal und kam ins Playoff-Halbfinale der Bundesliga. Ein Jahr später kam er mit dem Verein in beiden Wettbewerben ins Halbfinale. In der Saison 2014/15 spielte er für den finnischen Verein Raision Loimu. Danach wechselte Ringseis, der auch in der österreichischen Nationalmannschaft spielt, zum deutschen Bundesliga-Aufsteiger United Volleys Rhein-Main. Mit dem Verein kam er in der Saison 2015/16 im DVV-Pokal und in den Bundesliga-Playoffs jeweils ins Halbfinale. In der folgenden Saison kam das Pokal-Aus schon im Achtelfinale, aber in den Playoffs kamen die Frankfurter erneut ins Halbfinale. 2017/18 spielte Ringseis beim finnischen Verein Valepa Sastamala. Dort wurde er finnischer Pokalsieger und Meister. 2018 wechselte er zum deutsch-österreichischen Verein Hypo Tirol Alpenvolleys Haching. Mit den Alpenvolleys schied er in der Saison 2018/19 im Achtelfinale des DVV-Pokals aus, erreichte aber in den Bundesliga-Playoffs das Halbfinale.